# スタンフォードAFC
スタンフォード・アソシエーション・フットボールクラブ（Stamford Association Football Club）はイングランド、リンカーンシャー州、サウス・ケスティヴァン、スタンフォードを本拠地とするサッカークラブチームである。2017-2018シーズンはノーザンプレミアリーグ・ディヴィジョン1・サウス（8部相当）に所属。

## タイトル

### 国内タイトル
- FA Vase:1回

1979-1980
- ユナイテッド・カウンティーズリーグ・プレミアディヴィジョン:7回

1975-1976,1977-1978,1979-1980,1980-1981
1981-1982,1996-1997,1997-1998
- ユナイテッド・カウンティーズリーグ・ノックアウトカップ:5回

1951-1952,1975-1976,1979-1980,1981-1982,1985-1986
- ユナイテッド・カウンティーズリーグ・ベネヴォレントカップ:1回

1997-1998
- ユナイテッド・カウンティーズリーグ・リザーブ・ノックアウトカップ:1回

1983-1984
- リンカーンシャー・シニアカップ:1回

2000-2001
- リンカーンシャー・シニア'A'カップ:3回

1978-1979,1982-1983,1997-1998
- リンカーンシャー・シニア'B'カップ:2回

1951-1952,1953-1954
- ノーサンプトンシャー・リーグ:1回

1911-1912
- ヒッチンブロークカップ:3回

1906-1907,1907-1908,1997-1998

### 国際タイトル
- なし